# لصاقية
لصاقية أو لصاق أو لزاق (الاسم العلمي: Forsskaolea)، جنس نباتات صغير يتكون من ستة أنواع من الأعشاب المعمرة من فصيلة القراصية. سُمي الجنس تكريمًا لعالم النبات السويدي بيتر فورسكول.